# Manatí (Cuba)
Manatí é um municipio cubano localizado a noroeste da província de Las Tunas, na costa norte de Cuba, na chamada Baía de Manati. 
Manatí é limitado a norte pelo Oceano Atlântico, ao sul pelo município de Las Tunas, capital da provincia de mesmo nome, a leste pela cidade de Puerto Padre e a oeste pela província de Camagüey.

## Demografia
Possui uma população heterogênea, resultante do afluxo de pessoas de diferentes partes do Caribe, Espanha, China, Coreia do Sul e Inglaterra, contanto em 2010 com uma população de 31,231 e uma área total de 954km², que tem uma densidade populacional de 32,7/km².